# Olena Resnir
Olena Mykolajiwna Resnir (ukrainisch Олена Миколаївна Резнір, wiss. Transliteration Olena Reznir; * 21. Oktober 1978 in Moskau, Sowjetunion) ist eine ukrainische Handballspielerin.
Sie spielte von 1995 bis 2007 in ihrem Heimatland für den HC Motor Saporischschja. Danach zog sie mit ihrem Mann nach Deutschland und  beendete kurzzeitig ihre Handballkarriere. Im Januar 2008 schloss sich die 1,70 m große Rückraumspielerin, die auch auf der Rechtsaußen-Position zum Einsatz kommt, dem deutschen Bundesligisten Rhein-Main Bienen an. Aus privaten Gründen wurde der Vertrag im November 2008 aufgelöst.
Seither spielt Olena Resnir bei der HSG Albstadt in der Regionalliga Süd.
Sie ist aktuelle ukrainische Nationalspielerin und absolvierte bisher 163 Länderspiele. Im Jahr 2000 wurde sie mit ihrem Team Vize-Europameisterin.
| Personendaten    | Personendaten                                        |
| ---------------- | ---------------------------------------------------- |
| NAME             | Resnir, Olena                                        |
| ALTERNATIVNAMEN  | Reznir, Olena; Резнір, Олена Миколаївна (ukrainisch) |
| KURZBESCHREIBUNG | ukrainische Handballspielerin                        |
| GEBURTSDATUM     | 21. Oktober 1978                                     |
| GEBURTSORT       | Moskau                                               |